# Kosmologi (astronomi)
 For alternative betydninger, se Kosmologi. (Se også artikler, som begynder med Kosmologi)
Kosmologi er et felt inden for astronomi, der beskæftiger sig med universets storskalastruktur, og hvordan universet har udviklet sig gennem tiden og hvordan det vil udvikles. Grundlaget for kosmologi som videnskab er det kopernikanske princip, ifølge hvilket Jorden ikke indtager en speciel plads i universet. Moderne kosmologi startede i det 20. århundrede med Albert Einsteins generelle relativitetsteori og bedre astronomiske observationer af ekstremt fjerne objekter.
Det 20. århundredes fremskridt gjorde det muligt at undersøge fjernere og fjernere begivenheder og dette førte til formuleringen af Big Bang-modellen, som langt den overvejende del af moderne kosmologer støtter. En lille gruppe forskere tror stadig på alternative forklaringer på universets udvikling, men Big Bang-modellen forklarer udførte observationer så godt, at denne gruppe bliver mindre og mindre. Kosmologi beskæftiger sig groft sagt med de største objekter i universet (galakser, galaksehobe og superhobe), de tidligste distinkte objekter, der er observeret (kvasarer) og det meget tidlige univers på det tidspunkt, hvor det var stort set homogent (Big Bang, inflation og den kosmiske baggrundsstråling).
Kosmologi er usædvanlig inden for fysik, fordi den trækker på arbejde fra partikelfysikeres eksperimenter og teorier, fra astrofysikeres observationer, men også på viden inden for generel relativitetsteori og plasmafysik. Kosmologi samler dermed fysikken i de største strukturer i universet med fysikken i de mindste.

## Den moderne kosmologis historie
Moderne kosmologi fremstod i et sammenspil mellem observationer og teori. I 1915 udviklede Albert Einstein den generelle relativitetsteori. På dette tidspunkt var mange fysikere forudindtagede i en tro på et statisk univers uden begyndelse og afslutning. Einstein tilføjede den kosmologiske konstant til sin teori for at holde den i overensstemmelse med ideen om et statisk univers. Det såkaldte Einstein univers er imidlertid ustabilt – på et tidspunkt vil det begynde på enten at trække sig sammen eller at udvide sig. Alexander Friedman fandt i 1922 frem til de kosmologiske løsninger til den generelle relativitetsteori. Disse ligninger beskriver det såkaldte Friedman-Lemaître-Robertson-Walker-univers, der både kan udvide sig og trække sig sammen.
I 1910'erne fortolkede Vesto Slipher og senere Carl Wilhelm Wirtz rødforskydningen fra spiralformede stjernetåger som en dopplereffekt og sluttede derfor at de bevægede sig væk fra Jorden. Det er imidlertid meget svært at bestemme afstanden til astronomiske objekter – selv hvis det er muligt at måle deres angulære størrelse er det som regel umuligt at måle deres virkelige størrelse og lysstyrke. Slipher og Wirtz vidste ikke at de stjernetåger de observerede i virkeligheden var galakser udenfor Mælkevejen og indså derfor ikke betydningen af deres opdagelse. I 1927 udledte den romerskkatolske præst Georges Lemaître uafhængigt af Friedman Friedman-Lemaître-Robertson-Walker ligningerne og foreslog på basis af, at stjernetågerne bevægede sig væk, at Universet var startet ved eksplosionen af et "uratom" – det som senere kaldtes Big Bang. I 1929 lavede Edwin Hubble observationer, der støttede Lemaîtres teori. Hubble viste, at spiralstjernetågerne var galakser og målte afstanden til dem ved hjælp af cepheider (variable stjerner). Han opdagede en sammenhæng mellem rødforskydningen af en galakse og dens luminositet. Hubble fortolkede dette som bevis for, at galakserne bevæger sig væk fra jorden med en hastighed proportional med afstanden. Dette er kendt som Hubbles lov. Forholdet mellem afstand og hastighed er dog først opnået med en rimelig nøjagtighed inden for de sidste få år – Hubble tog fejl med en faktor ti.
Eftersom det kosmologiske princip siger, at vores plads i universet ikke er speciel vil Hubbles lov medføre, at alle galakser bevæger sig væk fra hinanden, og at universet for at dette kan lade sig gøre må udvide sig. Efter udvidelsen af universet var accepteret som fakta opstod der to stridende teorier for, hvordan universet havde udviklet sig. Den ene var Lemaîtres Big Bang teori, der blev yderligere udviklet af George Gamow. Den anden var Fred Hoyles Steady State-teori, i følge hvilken nyt stof dannedes efterhånden som galakser bevægede sig væk fra hinanden. I denne model vil universet være stort set ens til alle tider.
I løbet af 1950'erne og starten af 1960'erne var støtten til disse to teorier nogenlunde lige stor. Derefter begyndte observationer i stigende grad at vise at universet havde udviklet sig fra en varm tæt tilstand. Efter opdagelsen af den kosmiske mikrobølgebaggrundsstråling i 1965 har Big Bang modellen været set som den bedste teori for begyndelsen og udviklingen for universet. Før de sene 1960'ere mente mange kosmologer at den uendeligt tætte singularitet ved tidens begyndelse i Friedmanns kosmologiske model var en matematisk overidealisering og at universet måtte have trukket sig sammen før det nåede den varme tætte tilstand hvor det startede med at udvide sig igen. Dette er kendt som Richard Tolmans oscillerende univers. I 1960'erne viste Stephen Hawking og Roger Penrose at denne ide var umulig og at singulariteten er en uundværlig del af Einsteins tyngdekraft. Dette førte til at størstedelen af alle kosmologer nu tror på Big Bang og på at det univers vi kan observere har en endelig alder.